# Drogoszewo (województwo wielkopolskie)
Drogoszewo – osada w Polsce położona w województwie wielkopolskim, w powiecie gostyńskim, w gminie Piaski, w sołectwie Michałowo.
W okresie Wielkiego Księstwa Poznańskiego (1815-1848) miejscowość należała do wsi mniejszych w ówczesnym pruskim powiecie Kröben (krobskim) w rejencji poznańskiej. Drogoszewo należało do okręgu gostyńskiego tego powiatu i stanowiło część majątku Godurowo, którego właścicielem był wówczas (1846) Zbijewski. Według spisu urzędowego z 1837 roku wieś liczyła 35 mieszkańców, którzy zamieszkiwali 6 dymów (domostw).
W latach 1975–1998 miejscowość administracyjnie należała do województwa leszczyńskiego.